# Stanley Middleton
Stanley Middleton (Bulwell, 1º agosto 1919 – 25 luglio 2009) è stato uno scrittore britannico.

## Biografia
Nato a Bulwell, Nottinghamshire, studiò alla High Pavement School, Stanley Road, Nottingham e all'University College Nottingham. 
Middleton cominciò a scrivere all'università, e nel 1958 pubblicò il suo primo romanzo, A Short Answer. È stato insegnante di inglese alla High Pavement Grammar School per diversi anni, ed è stato uno scrittore molto prolifico. 
Middleton è stato sposato con Margaret Welch dal 1951 fino alla morte, dalla quale ha avuto due figlie, Penny and Sarah.
Nel 1974, il suo romanzo Holiday ha vinto il Booker Prize, a pari merito con Il conservatore di Nadine Gordimer.
È stato rivelato che Middleton rifiutò un MBE nel 1979, ma le ragioni per tale rifiuto non sono note.
Ammalato di cancro, è morto in una casa di riposo.

## Opere
- A Short Answer (1958)
- Harris's Requiem (1960)
- A Serious Woman (1961)
- The Just Exchange (1962)
- Two's Company (1963)
- Him They Compelled (1964)
- Terms of Reference (1966)
- The Golden Evening (1968)
- Wages of Virtue (1969)
- Apple of the Eye (1970)
- Brazen Prison (1971)
- Cold Gradations (1972)
- A Man Made of Smoke (1973)
- Holiday (1974), vincitore del Booker Prize
- Distractions (1975)
- Still Waters (1976)
- Ends and Means (1977)
- Two Brothers (1978)
- In a Strange Land (1979)
- The Other Side (1980)
- Blind Understanding (1982)
- Entry into Jerusalem (1983)
- The Daysman (1984)
- Valley of Decision (1985)
- An After-Dinner's Sleep (1986)
- After a Fashion (1987)
- Recovery (1988)
- Vacant Places (1989)
- Changes and Chances (1990)
- Beginning to End (1991)
- A Place to Stand (1992)
- Married Past Redemption (1993)
- Catalysts (1994)
- Toward the Sea (1995)
- Live and Learn (1996)
- Brief Hours (1997)
- Against the Dark (1998)
- Necessary Ends (1999)
- Stanley Middleton at Eighty (1999)
- Small Change (2000)
- Love in the Provinces (2002)
- Brief Garlands (2004)
- Sterner Stuff (2005)
- Mother's Boy (2006)
- Her Three Wise Men (2008)
- A Cautious Approach (2010)